# Confédération nationale du travail (Colombie)
Pour les articles homonymes, voir Confédération nationale du travail et CNT.
La Confederación Nacional del Trabajo (Confédération nationale du travail ou CNT) est une organisation syndicale colombienne, fondée en 1953 par les partisans de Gustavo Rojas Pinilla. Elle était affiliée à l'Agrupación de Trabajadores Latinoamericanos Sindicalistas (Groupement des travailleurs latino-américains syndicalistes).
Cette confédération fut dissoute par les autorités en 1955, sous l'influence de l'Église catholique colombienne qui souhaitait conserver l'Union des travailleurs de Colombie.